# Campionati europei di atletica leggera 1978 - Salto in alto femminile
La gara del salto in alto femminile si tenne il 30 e 31 agosto.

## Risultati

### Qualificazioni
| Pos | Nome                | Nazione          | Misura | Note |
| --- | ------------------- | ---------------- | ------ | ---- |
| 1   | Milada Karbanová    | Cecoslovacchia   | 1.85   | Q    |
|     | Rosemarie Ackermann | Germania Est     | 1.85   | Q    |
|     | Jutta Kirst         | Germania Est     | 1.85   | Q    |
|     | Brigitte Holzapfel  | Germania Ovest   | 1.85   | Q    |
|     | Ulrike Meyfarth     | Germania Ovest   | 1.85   | Q    |
|     | Annette Harnack     | Germania Ovest   | 1.85   | Q    |
|     | Snežana Hrepevnik   | Jugoslavia       | 1.85   | Q    |
|     | Kristine Nitzsche   | Germania Est     | 1.85   | Q    |
|     | Larisa Klimentenok  | Unione Sovietica | 1.85   | Q    |
|     | Sara Simeoni        | Italia           | 1.85   | Q    |
|     | Urszula Kielan      | Polonia          | 1.85   | Q    |
| 12  | Mária Mračnová      | Cecoslovacchia   | 1.83   | q    |
| 12  | Andrea Mátay        | Ungheria         | 1.83   | q    |
| 12  | Astrid Tveit        | Norvegia         | 1.83   | q    |
| 15  | Annette Tånnander   | Svezia           | 1.80   |      |
| 15  | Grith Ejstrup       | Danimarca        | 1.80   |      |
| 17  | Mirjam van Laar     | Paesi Bassi      | 1.75   |      |
|     | Marta Rehorovská    | Cecoslovacchia   | 1.75   |      |
|     | Danuta Bułkowska    | Polonia          | 1.75   |      |
|     | Gilian Hitchen      | Regno Unito      | 1.75   |      |
|     | Cornelia Popa       | Romania          | 1.75   |      |
| 22  | Anne-Maria Pira     | Belgio           | 1.70   |      |
| 22  | Sandra Dini         | Italia           | 1.70   |      |

### Finale
| Pos | Nome                | Nazione          | Misura | Note |
| --- | ------------------- | ---------------- | ------ | ---- |
| 1   | Sara Simeoni        | Italia           | 2.01   | WR   |
| 2   | Rosemarie Ackermann | Germania Est     | 1.99   |      |
| 3   | Brigitte Holzapfel  | Germania Ovest   | 1.95   |      |
| 4   | Jutta Kirst         | Germania Est     | 1.93   |      |
| 5   | Ulrike Meyfarth     | Germania Ovest   | 1.91   |      |
| 6   | Andrea Mátay        | Ungheria         | 1.85   |      |
| 7   | Snežana Hrepevnik   | Jugoslavia       | 1.85   |      |
| 8   | Urszula Kielan      | Polonia          | 1.85   |      |
| 9   | Annette Harnack     | Germania Ovest   | 1.80   |      |
| 10  | Astrid Tveit        | Norvegia         | 1.80   |      |
| 11  | Kristine Nitzsche   | Germania Est     | 1.80   |      |
| 12  | Larisa Klimentenok  | Unione Sovietica | 1.80   |      |
| 13  | Mária Mračnová      | Cecoslovacchia   | 1.80   |      |
| 14  | Milada Karbanová    | Cecoslovacchia   | 1.80   |      |